# McAuliffe (inslagkrater)
McAuliffe is een inslagkrater op de achterkant van de maan. De krater ligt binnen in de grote Apollo-krater, een dubbelgeringde krater, gevuld met basaltlava. McAuliffe ligt ten noordoosten van de krater Resnik. Ten zuidwesten liggen de kraters Jarvis en McNair.
De krater is komvormig en min of meer rond. De rand is redelijk afgerond en de bodem van de krater is min of meer rond en vlak.
De naam van de krater werd goedgekeurd door de IAU in 1988 ter ere van de Amerikaanse lerares Christa McAuliffe, die omkwam bij een ongeval met de spaceshuttle Challenger tijdens de STS-51-L-missie op 28 januari 1986.  De krater heette als satellietkrater van Borman voorheen Borman Y.

## Maanatlassen
- Charles J. Byrne: The Far Side of the Moon, a photographic guide.
- Ben Bussey, Paul Spudis: The Clementine Atlas of the Moon, revised and updated edition.